# Окулярек масковий
Окуля́рек масковий (Rhegmatorhina berlepschi) — вид горобцеподібних птахів родини сорокушових (Thamnophilidae). Ендемік Бразилії. Вид названий на честь німецького орнітолога Ганса фон Берлепша.

## Опис
Довжина птаха становить 14-15 см. У самців тім'я темно-буре, потилиця і шия рудувато-коричневі, на голові невеликий чуб. Навколо очей кільця голої сіро-зеленої шкіри. Верхня частина тіла, крила і стернові пера оливково-коричневі. Стернові і махові пера ма.ть іржасті краї. голова з боків і горло чорні, середина грудей рудувато-каштанова. шия з боків і решта нижньої частини тіла сірі, боки мають оливково-коричневий відтінок. У самиць пера на спині і на надхвісті мають на кінчиках чорні плями з попелястими краями, а боки і нижня частина тіла у них поцятковані чорно-коричневими смугами. Очі карі.

## Поширення і екологія
Маскові окуляреки мешкають в Бразильській Амазонії, в області між річками Амазонка, Мадейра і Тапажос. Вони живуть в підліску вологих рівнинних тропічних лісів терра-фірме. Зустрічаються поодинці, парами або сімейними зграйками, на висоті до 100 м над рівнем моря. Слідкують за переміщенням кочових мурах і ловлять дрібних безхребетних, які тікають зі шляху пересування мурах.